# Planeta maimuțelor: Invazia
Planeta maimuțelor: Invazia (titlu original: Rise of the Planet of the Apes) este un film SF american din 2011, regizat de Rupert Wyatt, cu James Franco, Freida Pinto, John Lithgow, Brian Cox, Tom Felton, David Oyelowo și Andy Serkis în rolurile principale. Scenarizat de Rick Jaffa și Amanda Silver, acesta este un reboot 20th Century Fox al seriei Planet of the Apes, având rolul unei povești inițiale pentru o nouă serie de filme. Ideea este similară cu cea din al patrulea film din seria originală, Conquest of the Planet of the Apes (1972), dar nu este un remake direct al acelui film.
Rise of the Planet of the Apes a fost lansat pe 5 august 2011. Filmul a fost nominalizat la un premiu Oscar pentru cele mai bune efecte vizuale și la cinci premii Saturn: cel mai bun regizor pentru Wyatt și cel mai bun scenariu pentru Jaffa și Silver, cel mai bun film SF, cel mai bun actor într-un rol secundar pentru Serkis și cele mai bune efecte speciale.
O continuare a acestui film, Dawn of the Planet of the Apes, a fost lansată pe 11 iulie 2014.

## Prezentare
În centrul povestirii este Caesar (Andy Serkis), un  cimpanzeu care capătă inteligență asemănătoare celei umane din cauza unui medicament experimental. Crescut ca un copil de către creatorul medicamentului, Will Rodman (James Franco), și de primatologul Caroline Aranha (Freida Pinto), Caesar se trezește în cele din urmă luat de la oamenii pe care el îi iubește și închis într-un sanctuar al maimuțelor din San Bruno. Căutând dreptate pentru cei închiși aici, Caesar le dă maimuțelor același medicament care i-a fost și lui administrat. Apoi creează cu aceștia o armată și scapă din sanctuar - punând omul și maimuța într-un conflict care ar putea schimba pentru totdeauna planeta.

## Actori
- James Franco - Will Rodman[10]
- Freida Pinto - Caroline Aranha
- Andy Serkis - Caesar
- John Lithgow - Charles Rodman
- Brian Cox - John Landon
- Tom Felton - Dodge Landon
- David Oyelowo - Steven Jacobs
- Tyler Labine - Robert Franklin
- David Hewlett - Hunsiker
- Jamie Harris - Rodney